# Вогел, Бен
Бернардюс Йоханнес (Бен) Вогел (нидерл. Bernardus Johannes "Ben" Vogel; 24 февраля 1903, Амстердам — 9 июня 1990, там же) — нидерландский футболист, игравший на позиции нападающего, выступал за амстердамские команды ДЕК и «Аякс».

## Биография
Бен Вогел родился в феврале 1903 года в Амстердаме. Отец — Бернардюс Йоханнес Вогел, мать — Элизабет Банк. Оба родителя были родом из Амстердама, они поженились в августе 1887 года — на момент женитьбы отец был фермером. В их семье было ещё четверо дочерей.
В 1921 году в возрасте 18 лет стал членом футбольного клуба ДЕК — в то время он жил на Аньелирстрат 79. В составе клуба выступал на протяжении семи лет, играл на позиции нападающего. В сезоне 1926/27 его команда заняла первое место во втором классе, однако в переходном турнире ДЕК занял только третье место.
Летом 1928 года перешёл в другой амстердамский клуб — «Аякс». Его одноклубник, защитник Йоп ван де Пюттелар, также перебрался в «Аякс». В чемпионате Нидерландов Вогел дебютировал 23 сентября в матче против ХФК. В середине второго тайма из-за травмы его заменил Пит Стрейбос, а встреча завершилась вничью — 1:1. Свой первый гол за «Аякс» забил 21 октября в ворота «Хилверсюма». В дебютном сезоне Бен сыграл 4 матча и забил один гол в чемпионате, а в следующем сезоне отметился лишь двумя появлениями на поле.
За четыре года в «Аяксе» нападающий провёл 13 матчей и забил 5 голов в первенстве Нидерландов. В последний раз выходил на поле в составе клуба 13 марта 1932 года в матче против «Вендама». Будучи игроком «Аякса», Вогел вызывался в сборную Амстердама. В конце 1930-х годов играл за команду ветеранов «Аякса».
Был женат на Генриетте Элизабет Греммен — их брак был зарегистрирован 15 мая 1930 года в Амстердаме.
Умер 9 июня 1990 года в возрасте 87 лет в Амстердаме.

## Достижения
Аякс»
- Чемпион Нидерландов (2): 1930/31, 1931/32.